# 浦安D-Rocks
浦安D-Rocks（うらやすディーロックス）は、千葉県浦安市をホストエリアとしてジャパンラグビーリーグワンに所属しているラグビーチームである。略称は「浦安DR」。練習グラウンドは浦安Dパーク。

## 概要
前身となる「NTTコミュニケーションズ シャイニングアークス東京ベイ浦安」（DIVISION1）が、2022年6月30日をもって活動終了。
2022年6月1日に、NTTドコモ40%、NTTコミュニケーションズ40%、日本電信電話20%の出資比率でラグビー事業会社「株式会社NTT Sports X」を発足し、NTTグループ内の再編チーム運営をスタートした（後述「NTT Sports X」を参照）。
2022年7月26日に新チーム名「浦安D-Rocks」が発表された。「D」はダイナミック（躍動）・ドリーム（夢）・ディライト（歓喜）、「Rocks」は岩のような力強さと、略語「ROX」の「すごい」「最高」という意味を込めている。前身のチーム名がリーグ最長の29字だったが、企業名「NTT」も外して9字になった。
2022-23シーズンは、ジャパンラグビーリーグワンのDIVISION2でスタートした。ヘッドコーチには、NTTドコモレッドハリケーンズ大阪から移籍したヨハン・アッカーマンが就任した。
2023年1月17、フランスのリヨンOU（LOU）とパートナーシップ契約を締結。
2024年1月25日、トンプソンルークが公式アンバサダーに就任。
2024年5月24日、2023-24シーズン入替戦において、DIVISION1 12位の花園近鉄ライナーズに2戦2勝し、DIVISION1への昇格が決まった。
2024年7月、ヘッドコーチにグレイグ・レイドローが就任。
2024年10月には千葉テレビとオフィシャルパートナーシップ契約を結び、2024-25シーズンにはホスト開幕戦を含むホストゲーム5試合をJ SPORTSのほか千葉テレビが中継を行う。配信は、J SPORTSオンデマンドのほか、NTTドコモの配信サービスLeminoが全試合行う。
2025年4月、小学館「月刊コロコロコミック」と包括連携協定を締結。ラグビーをテーマにした漫画などの連載、ラグビー体験イベントの開催などを行う。

## ホームスタジアム
練習拠点としている浦安Dパークはスタジアム施設ではなく、TMO表示パネル・夜間照明・大規模な観客席は設置されていない。ホストタウンは浦安市であるが、市内にリーグワンDIVISION1の開催基準（15,000人以上収容）を満たしたスタジアムがない。またホストタウンが千葉県であるにもかかわらず、過去に千葉県で主管したホストゲームは後述の通り1試合のみである。
2022-23シーズンのホームスタジアムは、東京都内の駒沢オリンピック公園総合運動場陸上競技場（リコーブラックラムズ東京のホーム）、江東区夢の島競技場（清水建設江東ブルーシャークスのホーム）のほか、大阪府大阪市のヨドコウ桜スタジアム（NTTドコモレッドハリケーンズ大阪のホーム）、新潟県の新潟市陸上競技場、ユアテックスタジアム宮城（入れ替え戦）を使用し、千葉県内での開催は1試合も無かった。
2023-24シーズンのホームスタジアムは、駒沢オリンピック公園総合運動場陸上競技場（東京都世田谷区）のみとなった。本拠地（千葉県浦安市高洲）からは道のりで約30km離れており、新浦安駅（JR京葉線）から電車利用で3路線ほど乗り継ぎ約1時間15分かかる。なお、このシーズンの千葉県内での試合はゼットエーオリプリスタジアム（市原市）で1試合開催されている。
2024-25シーズンでは、首都圏のホストゲームとして秩父宮ラグビー場（東京都港区）を使用する。シーズン内すべての対戦をNTTドコモの動画配信サービス「Lemino」で無料配信する。

## NTT同士の対戦
2022ｰ23年シーズンにおいて、NTTコムの親会社・NTTドコモが運営母体であるNTTドコモレッドハリケーンズ大阪が3部リーグ（DIVISION3）で優勝。2部（DIVISION2）の日野レッドドルフィンズが選手の不祥事により入れ替え戦を含めたリーグ戦参加を辞退したことで最下位となったため、NTTドコモレッドハリケーンズ大阪は、2023ｰ24年度は2部リーグに昇格した。これにより、NTT（ドコモ）系のチームが2022年（当時は双方とも1部在籍）以来の同ディビジョン所属となることから、公平性については今後見極める必要があるとした。
結局、2023-24シーズンは、NTTドコモレッドハリケーンズ大阪も「NTTドコモ」を外し「レッドハリケーンズ大阪」とし、同じDIVISION2において、グループ会社の筆頭社名を両チームとも使わないことになった。

## 戦績
- 2022-23シーズンは、10戦全勝。6チームあるDIVISION2のトップになった[22]。上位3チームによる順位決定戦に進み[23]、4月22日に優勝を果たした[1]。5月にDIVISION1の花園近鉄ライナーズとの入替戦は2戦2敗となり、DIVISION2残留となった。
- 2023-24シーズンもリーグ優勝。入替戦ではDIVISION1の花園近鉄ライナーズを破り、次季DIVISION1への昇格を果たした。

### JAPAN RUGBY LEAGUE ONE
| シーズン | DIVISION  | 最終順位 | リーグ順位    | 試合数 | 勝点 | 勝 | 分 | 負 | 得点 | 失点 | 得失差 | 順位決定戦/入替戦               | 備考                               |
| -------- | --------- | -------- | ------------- | ------ | ---- | -- | -- | -- | ---- | ---- | ------ | ------------------------------- | ---------------------------------- |
| 2022-23  | DIVISION2 | 優勝     | 1位/6チーム   | 10     | 46   | 10 | 0  | 0  | 507  | 153  | 354    | 順位決定戦1位 入替戦敗退・残留  | [ 20 ] [ 23 ]                      |
| 2023-24  | DIVISION2 | 優勝     | 1位/6チーム   | 10     | 42   | 9  | 0  | 1  | 365  | 152  | 213    | 順位決定戦1位 入替戦勝利・昇格  | [ 24 ] [ 25 ] [ 26 ] [ 27 ] [ 28 ] |
| 2024-25  | DIVISION1 | 12位     | 12位/12チーム | 18     | 14   | 3  | 0  | 15 | 465  | 732  | -267   | DIVISION2 1位と入替戦勝利・残留 | [ 29 ] [ 30 ] [ 31 ]               |

## 2024-25シーズンの順位
| \| \| JAPAN RUGBY LEAGUE ONE 2024-25 順位表（2025年6月1日時点）出典：[32][33] \| 編集 \| | | | | | | | | | | | | | | | | | |
| リーグ戦 順位 | カンファレンス | チーム | 試合数 | 勝ち点 | 勝 | 分 | 負 | 得点 | 失点 | 得失点差 | T | G | PG | DG | 反則数 | プレーオフ (PO) / 入替戦 | 結果 |
| 優勝 | A | 東芝ブレイブルーパス東京 | 18 | 71 | 15 | 1 | 2 | 741 | 480 | 261 | 110 | 91 | 3 | 0 | 182 | 第13節でPO進出決定 | 優勝 |
| 2位 | B | 埼玉パナソニックワイルドナイツ | 18 | 71 | 14 | 2 | 2 | 727 | 437 | 290 | 99 | 71 | 30 | 0 | 161 | 第14節でPO進出決定 | 準決勝敗退 (4位) |
| 3位 | B | クボタスピアーズ船橋・東京ベイ | 18 | 69 | 14 | 2 | 2 | 606 | 361 | 245 | 87 | 54 | 20 | 1 | 179 | 第14節でPO進出決定 | 準優勝 |
| 4位 | A | 静岡ブルーレヴズ | 18 | 63 | 14 | 0 | 4 | 616 | 504 | 112 | 91 | 64 | 11 | 0 | 223 | 第15節でPO進出決定 | 準々決勝敗退（5位） |
| 5位 | A | コベルコ神戸スティーラーズ | 18 | 51 | 10 | 0 | 8 | 642 | 509 | 133 | 93 | 69 | 13 | 0 | 219 | 第16節でPO進出決定 | 準決勝敗退 (3位) |
| 6位 | B | 東京サントリーサンゴリアス | 18 | 40 | 8 | 2 | 8 | 542 | 568 | -26 | 73 | 48 | 26 | 1 | 179 | 第17節最終戦「横浜E対神戸S」でPO進出決定 | 準々決勝敗退（6位） |
| 7位 | B | リコーブラックラムズ東京 | 18 | 33 | 6 | 0 | 12 | 504 | 521 | -17 | 71 | 46 | 19 | 0 | 201 | | ‐ |
| 8位 | A | 横浜キヤノンイーグルス | 18 | 30 | 6 | 0 | 12 | 518 | 566 | -48 | 73 | 54 | 15 | 0 | 187 | | ‐ |
| 9位 | A | 三菱重工相模原ダイナボアーズ | 18 | 26 | 6 | 0 | 12 | 436 | 653 | -217 | 61 | 43 | 15 | 0 | 232 | | ‐ |
| 10位 | B | トヨタヴェルブリッツ | 18 | 24 | 4 | 1 | 13 | 445 | 617 | -172 | 65 | 42 | 12 | 0 | 214 | | ‐ |
| 11位 | B | 三重ホンダヒート | 18 | 18 | 4 | 0 | 14 | 417 | 711 | -294 | 60 | 39 | 13 | 0 | 208 | 第17節で「11位・入替戦出場」が確定 | 残留 |
| 12位 | A | 浦安D-Rocks | 18 | 14 | 3 | 0 | 15 | 465 | 732 | -267 | 66 | 48 | 13 | 0 | 223 | 第17節で「12位・入替戦出場」が確定 | 残留 |
| | | | | | | | | | | | | | | | | | |
| - 勝ち点は、勝ち4点、引き分け2点、負け0点。 - ただし、7点差以内の負けは1点を付与、3トライ差以上での勝ちは追加で1点を付与。 - 同じ勝ち点である場合は下記の順番で順位を決定する。 1. 勝ち点 2. 勝利数 3. ①および②が同数であったチーム間の勝ち点 4. ①、②および③が同数であったチーム間の得失点差 5. 全試合の得失点差 6. 当該チーム間のトライ数 7. 全試合でのトライ数 8. 当該チーム間のトライ後のゴール数 9. 全試合でのトライ後のゴール数 10. 抽選 | - 勝ち点は、勝ち4点、引き分け2点、負け0点。 - ただし、7点差以内の負けは1点を付与、3トライ差以上での勝ちは追加で1点を付与。 - 同じ勝ち点である場合は下記の順番で順位を決定する。 1. 勝ち点 2. 勝利数 3. ①および②が同数であったチーム間の勝ち点 4. ①、②および③が同数であったチーム間の得失点差 5. 全試合の得失点差 6. 当該チーム間のトライ数 7. 全試合でのトライ数 8. 当該チーム間のトライ後のゴール数 9. 全試合でのトライ後のゴール数 10. 抽選 | - 勝ち点は、勝ち4点、引き分け2点、負け0点。 - ただし、7点差以内の負けは1点を付与、3トライ差以上での勝ちは追加で1点を付与。 - 同じ勝ち点である場合は下記の順番で順位を決定する。 1. 勝ち点 2. 勝利数 3. ①および②が同数であったチーム間の勝ち点 4. ①、②および③が同数であったチーム間の得失点差 5. 全試合の得失点差 6. 当該チーム間のトライ数 7. 全試合でのトライ数 8. 当該チーム間のトライ後のゴール数 9. 全試合でのトライ後のゴール数 10. 抽選 | - 勝ち点は、勝ち4点、引き分け2点、負け0点。 - ただし、7点差以内の負けは1点を付与、3トライ差以上での勝ちは追加で1点を付与。 - 同じ勝ち点である場合は下記の順番で順位を決定する。 1. 勝ち点 2. 勝利数 3. ①および②が同数であったチーム間の勝ち点 4. ①、②および③が同数であったチーム間の得失点差 5. 全試合の得失点差 6. 当該チーム間のトライ数 7. 全試合でのトライ数 8. 当該チーム間のトライ後のゴール数 9. 全試合でのトライ後のゴール数 10. 抽選 | - 勝ち点は、勝ち4点、引き分け2点、負け0点。 - ただし、7点差以内の負けは1点を付与、3トライ差以上での勝ちは追加で1点を付与。 - 同じ勝ち点である場合は下記の順番で順位を決定する。 1. 勝ち点 2. 勝利数 3. ①および②が同数であったチーム間の勝ち点 4. ①、②および③が同数であったチーム間の得失点差 5. 全試合の得失点差 6. 当該チーム間のトライ数 7. 全試合でのトライ数 8. 当該チーム間のトライ後のゴール数 9. 全試合でのトライ後のゴール数 10. 抽選 | - 勝ち点は、勝ち4点、引き分け2点、負け0点。 - ただし、7点差以内の負けは1点を付与、3トライ差以上での勝ちは追加で1点を付与。 - 同じ勝ち点である場合は下記の順番で順位を決定する。 1. 勝ち点 2. 勝利数 3. ①および②が同数であったチーム間の勝ち点 4. ①、②および③が同数であったチーム間の得失点差 5. 全試合の得失点差 6. 当該チーム間のトライ数 7. 全試合でのトライ数 8. 当該チーム間のトライ後のゴール数 9. 全試合でのトライ後のゴール数 10. 抽選 | - 勝ち点は、勝ち4点、引き分け2点、負け0点。 - ただし、7点差以内の負けは1点を付与、3トライ差以上での勝ちは追加で1点を付与。 - 同じ勝ち点である場合は下記の順番で順位を決定する。 1. 勝ち点 2. 勝利数 3. ①および②が同数であったチーム間の勝ち点 4. ①、②および③が同数であったチーム間の得失点差 5. 全試合の得失点差 6. 当該チーム間のトライ数 7. 全試合でのトライ数 8. 当該チーム間のトライ後のゴール数 9. 全試合でのトライ後のゴール数 10. 抽選 | - 勝ち点は、勝ち4点、引き分け2点、負け0点。 - ただし、7点差以内の負けは1点を付与、3トライ差以上での勝ちは追加で1点を付与。 - 同じ勝ち点である場合は下記の順番で順位を決定する。 1. 勝ち点 2. 勝利数 3. ①および②が同数であったチーム間の勝ち点 4. ①、②および③が同数であったチーム間の得失点差 5. 全試合の得失点差 6. 当該チーム間のトライ数 7. 全試合でのトライ数 8. 当該チーム間のトライ後のゴール数 9. 全試合でのトライ後のゴール数 10. 抽選 | - 勝ち点は、勝ち4点、引き分け2点、負け0点。 - ただし、7点差以内の負けは1点を付与、3トライ差以上での勝ちは追加で1点を付与。 - 同じ勝ち点である場合は下記の順番で順位を決定する。 1. 勝ち点 2. 勝利数 3. ①および②が同数であったチーム間の勝ち点 4. ①、②および③が同数であったチーム間の得失点差 5. 全試合の得失点差 6. 当該チーム間のトライ数 7. 全試合でのトライ数 8. 当該チーム間のトライ後のゴール数 9. 全試合でのトライ後のゴール数 10. 抽選 | - 勝ち点は、勝ち4点、引き分け2点、負け0点。 - ただし、7点差以内の負けは1点を付与、3トライ差以上での勝ちは追加で1点を付与。 - 同じ勝ち点である場合は下記の順番で順位を決定する。 1. 勝ち点 2. 勝利数 3. ①および②が同数であったチーム間の勝ち点 4. ①、②および③が同数であったチーム間の得失点差 5. 全試合の得失点差 6. 当該チーム間のトライ数 7. 全試合でのトライ数 8. 当該チーム間のトライ後のゴール数 9. 全試合でのトライ後のゴール数 10. 抽選 | - 勝ち点は、勝ち4点、引き分け2点、負け0点。 - ただし、7点差以内の負けは1点を付与、3トライ差以上での勝ちは追加で1点を付与。 - 同じ勝ち点である場合は下記の順番で順位を決定する。 1. 勝ち点 2. 勝利数 3. ①および②が同数であったチーム間の勝ち点 4. ①、②および③が同数であったチーム間の得失点差 5. 全試合の得失点差 6. 当該チーム間のトライ数 7. 全試合でのトライ数 8. 当該チーム間のトライ後のゴール数 9. 全試合でのトライ後のゴール数 10. 抽選 | - 勝ち点は、勝ち4点、引き分け2点、負け0点。 - ただし、7点差以内の負けは1点を付与、3トライ差以上での勝ちは追加で1点を付与。 - 同じ勝ち点である場合は下記の順番で順位を決定する。 1. 勝ち点 2. 勝利数 3. ①および②が同数であったチーム間の勝ち点 4. ①、②および③が同数であったチーム間の得失点差 5. 全試合の得失点差 6. 当該チーム間のトライ数 7. 全試合でのトライ数 8. 当該チーム間のトライ後のゴール数 9. 全試合でのトライ後のゴール数 10. 抽選 | - 勝ち点は、勝ち4点、引き分け2点、負け0点。 - ただし、7点差以内の負けは1点を付与、3トライ差以上での勝ちは追加で1点を付与。 - 同じ勝ち点である場合は下記の順番で順位を決定する。 1. 勝ち点 2. 勝利数 3. ①および②が同数であったチーム間の勝ち点 4. ①、②および③が同数であったチーム間の得失点差 5. 全試合の得失点差 6. 当該チーム間のトライ数 7. 全試合でのトライ数 8. 当該チーム間のトライ後のゴール数 9. 全試合でのトライ後のゴール数 10. 抽選 | - 勝ち点は、勝ち4点、引き分け2点、負け0点。 - ただし、7点差以内の負けは1点を付与、3トライ差以上での勝ちは追加で1点を付与。 - 同じ勝ち点である場合は下記の順番で順位を決定する。 1. 勝ち点 2. 勝利数 3. ①および②が同数であったチーム間の勝ち点 4. ①、②および③が同数であったチーム間の得失点差 5. 全試合の得失点差 6. 当該チーム間のトライ数 7. 全試合でのトライ数 8. 当該チーム間のトライ後のゴール数 9. 全試合でのトライ後のゴール数 10. 抽選 | - 勝ち点は、勝ち4点、引き分け2点、負け0点。 - ただし、7点差以内の負けは1点を付与、3トライ差以上での勝ちは追加で1点を付与。 - 同じ勝ち点である場合は下記の順番で順位を決定する。 1. 勝ち点 2. 勝利数 3. ①および②が同数であったチーム間の勝ち点 4. ①、②および③が同数であったチーム間の得失点差 5. 全試合の得失点差 6. 当該チーム間のトライ数 7. 全試合でのトライ数 8. 当該チーム間のトライ後のゴール数 9. 全試合でのトライ後のゴール数 10. 抽選 | - 勝ち点は、勝ち4点、引き分け2点、負け0点。 - ただし、7点差以内の負けは1点を付与、3トライ差以上での勝ちは追加で1点を付与。 - 同じ勝ち点である場合は下記の順番で順位を決定する。 1. 勝ち点 2. 勝利数 3. ①および②が同数であったチーム間の勝ち点 4. ①、②および③が同数であったチーム間の得失点差 5. 全試合の得失点差 6. 当該チーム間のトライ数 7. 全試合でのトライ数 8. 当該チーム間のトライ後のゴール数 9. 全試合でのトライ後のゴール数 10. 抽選 | - 上位6チームは、プレーオフへ進出。 - 1位と2位には、 プレーオフ1回戦が免除され、 準々決勝から出場するシード権が与えられる。 - 11位はDIVISION2の2位と、 12位はDIVISION2の1位と、 それぞれ入替戦を行う。 | - 上位6チームは、プレーオフへ進出。 - 1位と2位には、 プレーオフ1回戦が免除され、 準々決勝から出場するシード権が与えられる。 - 11位はDIVISION2の2位と、 12位はDIVISION2の1位と、 それぞれ入替戦を行う。 |
| | JAPAN RUGBY LEAGUE ONE 2024-25 順位表（2025年6月1日時点）出典： | 編集 | | | | | | | | | | | | | | | |

## 2025-26シーズンのスコッド
開幕前、2025-26シーズンでの選手登録までは、「チームに所属している選手」の一覧に過ぎないことに留意。
カテゴリA（日本代表の実績または資格あり）は、試合登録枠17名以上、同時出場可能枠11名以上。カテゴリB（日本代表の資格獲得見込み）は、試合登録枠・同時出場可能枠ともに任意。カテゴリC（他国代表歴あり等、カテゴリ A, B以外）は、試合登録枠3名以下。
浦安D-Rocksの2024-25シーズンのスコッドは下記のとおり。2025年7月14日現在。
ヘッドコーチ: グレイグ・レイドロー
| 選手                       | ポジション                 | 身長  | 体重  | 誕生日（年齢）         | 登録区分  |
| -------------------------- | -------------------------- | ----- | ----- | ---------------------- | --------- |
| 鍋島秀源                   | プロップ                   | 176cm | 115kg | 2000年12月29日（24歳） | カテゴリA |
| 金廉                       | プロップ                   | 182cm | 115kg | 1996年4月1日（29歳）   | カテゴリA |
| 梁正秀                     | プロップ                   | 182cm | 110kg | 1999年7月13日（26歳）  | カテゴリA |
| 平井将太郎                 | プロップ                   | 185cm | 122kg | 1995年4月3日（30歳）   | カテゴリA |
| セコナイア・ポレ           | プロップ                   | 181cm | 112kg | 1995年4月2日（30歳）   | カテゴリA |
| 石田楽人                   | プロップ                   | 181cm | 113kg | 1998年1月9日（27歳）   | カテゴリA |
| 玉永仁一郎                 | プロップ                   | 176cm | 114kg | 2001年10月30日（23歳） | カテゴリA |
| 梅田海星                   | プロップ                   | 176cm | 110kg | 2002年6月1日（23歳）   | カテゴリA |
| ハラホロ・トコラヒ         | プロップ                   | 178cm | 115kg | 2001年4月20日（24歳）  | カテゴリA |
| 須藤元樹                   | プロップ                   | 173cm | 110kg | 1994年1月28日（31歳）  | カテゴリA |
| サミソニ・アサエリ         | フッカー                   | 180cm | 108kg | 1998年4月6日（27歳）   | カテゴリA |
| 金正奎                     | フッカー                   | 177cm | 95kg  | 1991年10月3日（33歳）  | カテゴリA |
| 藤村琉士                   | フッカー                   | 174cm | 102kg | 1998年10月3日（26歳）  | カテゴリA |
| 松下潤一郎                 | フッカー                   | 173cm | 99kg  | 2001年7月16日（23歳）  | カテゴリA |
| ヘルウヴェ                 | ロック                     | 193cm | 120kg | 1990年7月12日（35歳）  | カテゴリA |
| 武内慎                     | ロック                     | 191cm | 110kg | 2000年8月7日（24歳）   | カテゴリA |
| 小島佑太                   | ロック                     | 188cm | 110kg | 1996年11月8日（28歳）  | カテゴリA |
| 佐藤大樹                   | ロック                     | 190cm | 106kg | 1995年4月15日（30歳）  | カテゴリA |
| 金嶺志                     | ロック                     | 192cm | 107kg | 1994年8月26日（30歳）  | カテゴリA |
| ゼファニア・トゥイノナ     | ロック                     | 198cm | 112kg | 2001年5月11日（24歳）  | カテゴリB |
| マナアキ・セルビーリケット | ロック                     | 200cm | 112kg | 1996年6月5日（29歳）   | カテゴリB |
| クインティン・ストレインジ | ロック                     | 200cm | 114kg | 1996年8月2日（28歳）   | カテゴリB |
| 佐々木柚樹                 | ロック/フランカー          | 188cm | 103kg | 2003年2月19日（22歳）  | カテゴリA |
| ハンター・モリソン         | ロック/フランカー          | 197cm | 115kg | 2003年11月1日（21歳）  | カテゴリC |
| ツイヘンドリック           | フランカー                 | 188cm | 112kg | 1998年12月13日（26歳） | カテゴリA |
| 繁松哲大                   | フランカー                 | 178cm | 94kg  | 1999年1月6日（26歳）   | カテゴリA |
| タマティ・イオアネ         | フランカー/ナンバー8       | 186cm | 120kg | 1997年4月26日（28歳）  | カテゴリA |
| ブロディ・マカスケル       | ナンバー8                  | 190cm | 111kg | 1999年10月27日（25歳） | カテゴリA |
| 小嶋大士                   | ナンバー8                  | 185cm | 105kg | 2001年6月26日（24歳）  | カテゴリA |
| ヤスパー・ヴィーセ         | ナンバー8                  | 190cm | 120kg | 1995年10月21日（29歳） | カテゴリC |
| 橋本法史                   | スクラムハーフ             | 164cm | 70kg  | 1996年1月24日（29歳）  | カテゴリA |
| 小西泰聖                   | スクラムハーフ             | 166cm | 72kg  | 2000年9月1日（24歳）   | カテゴリA |
| 飯沼蓮                     | スクラムハーフ             | 170cm | 75kg  | 2000年2月8日（25歳）   | カテゴリA |
| 白栄拓也                   | スクラムハーフ             | 164cm | 68kg  | 2001年6月14日（24歳）  | カテゴリA |
| 田村熙                     | スタンドオフ               | 175cm | 89kg  | 1993年9月12日（31歳）  | カテゴリA |
| 森駿太                     | スタンドオフ               | 172cm | 85kg  | 2001年9月25日（23歳）  | カテゴリA |
| オテレ・ブラック           | スタンドオフ               | 185cm | 86kg  | 1995年5月4日（30歳）   | カテゴリB |
| 金侑悟                     | スタンドオフ/ センター     | 175cm | 83kg  | 2002年8月19日（22歳）  | カテゴリA |
| ケレブ・カヴバティ         | ウイング                   | 175cm | 91kg  | 2000年11月12日（24歳） | カテゴリB |
| 松本純弥                   | ウイング                   | 171cm | 82kg  | 2000年3月17日（25歳）  | カテゴリA |
| 石井魁                     | ウイング                   | 179cm | 85kg  | 1993年8月4日（31歳）   | カテゴリA |
| リサラシオシファ           | ウイング                   | 180cm | 103kg | 1994年2月2日（31歳）   | カテゴリA |
| 大畑亮太                   | ウイング                   | 174cm | 77kg  | 2002年7月2日（23歳）   | カテゴリA |
| サミソニ・トゥア           | センター                   | 182cm | 108kg | 1995年5月24日（30歳）  | カテゴリA |
| シェーン・ゲイツ           | センター                   | 183cm | 95kg  | 1992年9月27日（32歳）  | カテゴリA |
| 何松健太郎                 | センター                   | 177cm | 85kg  | 2001年8月17日（23歳）  | カテゴリA |
| タナ・トゥハカライナ       | センター                   | 184cm | 96kg  | 1997年7月8日（28歳）   | カテゴリA |
| サム・ケレビ               | センター                   | 186cm | 106kg | 1993年9月27日（31歳）  | カテゴリC |
| 松本壮馬                   | センター                   | 172cm | 85kg  | 2002年10月20日（22歳） | カテゴリA |
| 石田大河                   | フルバック                 | 176cm | 83kg  | 1997年10月1日（27歳）  | カテゴリA |
| 安田卓平                   | フルバック                 | 177cm | 80kg  | 1996年5月20日（29歳）  | カテゴリA |
| イズラエル・フォラウ       | フルバック                 | 194cm | 103kg | 1989年4月3日（36歳）   | カテゴリC |
| 山中亮平                   | フルバック                 | 188cm | 96kg  | 1988年6月22日（37歳）  | カテゴリA |
| ルテル・ラウララ           | ユーティリティー・バックス | 183cm | 95kg  | 1995年5月30日（30歳）  | カテゴリA |
| 瀬戸口長勢                 | プレイヤーナンバー：7      | 117cm | 21kg  | 2018年5月9日（7歳）    | 特別選手  |

## 過去の所属選手
- 森屋颯太
- シオネ・ラベマイ
- ジミー・トゥポウ
- トンプソンルーク
- 金正奎
- 松本健留
- 坂和樹
- グレイグ・レイドロー
- 西橋勇人
- 石井勇輝
- 羽野一志

【2024年5月退団↓】
- 浅原拓真
- 庵奥翔太
- 齊藤剣
- 三宮累
- フランコ・マレー
- 三浦嶺
- リーヴァイ・ダグラス
- リアム・ギル
- タイラー・ポール
- カール・キーン
- ティアン・メイヤー
- クリップスヘイデン
- 松尾将太郎
- 石橋拓也
- 石川貴大
- ラリー・スルンガ
- 高野祥太
- 宮原晴輝（1シーズン/小学3年生・特別選手）

【2025年5月退団↓】
- 西川和眞
- 坂和樹
- キアヌ・ケレルサイムス
- 濱野隼也
- ヴィンピー・ファンデルヴァルト
- トム・パーソンズ
- 大椙慎也
- ジェームス・ムーア
- 中島進護
- マッケンジーアレキサンダー
- ネイサン・ヒューズ
- 本郷泰司
- クリス・コスグレイヴ

【2025年6月退団↓】
- 竹内柊平
- ローレンス・エラスマス
- トゥクフカトネ

## マスコットキャラクター
ロッディ&ドリィ - クマの「ロッディ」と、イソヒヨドリの「ドリィ」のコンビ。2023年4月9日発表。ファン投票により決定した。
ロッディは、体が岩でできたクマ。強固な守備を行い、小走りで俊敏な動きをする。頑固で寡黙。
ドリィは、浦安で生まれたイソヒヨドリ。ロッディの肩にとまり、彼が考えていることを早口で代弁する。隠れロックギターの名手。

## NTT Sports X
株式会社NTT Sports X（エヌティティ スポーツ エックス）は、浦安D-Rocksの運営企業である。2024年7月1日現在。出典：
- 出資比率（株主）：NTTドコモ40%、NTTコミュニケーションズ40%、NTT20%。
- 住所：東京都千代田区永田町2-11-1 山王パークタワー
- 設立日：2022年6月1日
- 事業内容：浦安D-Rocks（ラグビーチーム）の運営、試合などの興行運営、パートナー企業との共創など
- 資本金：1億円
- 代表取締役社長：下沖正博（マーケティング部長を兼任）

2022-23シーズンから、グループ企業内の2チーム（NTTコミュニケーションズシャイニングアークス東京ベイ浦安 と NTTドコモレッドハリケーンズ）を再編成し、NTT Sports Xが浦安D-Rocksを運営することになった。発足当時、下沖正博社長は、「NTTグループのシンボルチームとして、あえて企業名を外した」「地域に根付いた活動をしたい」と述べている。レッドハリケーンズ大阪は引き続きNTTドコモが運営するが、やはり企業名を排除することになった。

### 浦安D-Rocksスタッフ
- 2024-25シーズンの強化スタッフ、運営スタッフ：[51]

### エピソード
- 2024年9月、浦安D-Rocksの練習グラウンド「浦安Dパーク」を自動走行ロボットで管理する。NTTコミュニケーションズとNTT Sports Xによる共同開発[52]。

### NTTグループのラグビー部
- レッドハリケーンズ大阪 - NTTドコモ関西ラグビー部がルーツ。
- NTT日比谷サンシャイナーズ（2024年12月現在、関東社会人リーグ3部）